# Modo di produzione
Il modo di produzione è un concetto generico, che viene utilizzato da Marx e dagli storiografi e teorici principalmente di ispirazione marxista per definire un determinato sistema di organizzazione sociale e produttiva, tenendo conto dello sviluppo delle forze produttive, dei rapporti tra le persone e i gruppi sociali e dell'organizzazione del lavoro.

## Descrizione
Il modo di produzione è storicamente determinato da un particolare sviluppo delle forze produttive, è il risultato di determinate conoscenze scientifiche e della tecnologia connessa, ma è anche il prodotto di relazioni che si sono storicamente determinate fra gli stessi uomini, è il risultato di una particolare organizzazione sociale ed insieme è un elemento che condiziona la forma e lo sviluppo di quelle relazioni sociali.
La produzione infatti secondo Marx è la base reale della storia umana: 
Marx individua, nel corso della storia, vari modi di produzione: dal cosiddetto comunismo primitivo, con la proprietà comune della terra, si passa al sistema schiavistico, con l'appropriazione privatistica della terra e il rapporto di lavoro schiavo-padrone, tipico delle società antiche, per passare al modo di produzione feudale fino allo sviluppo e all'affermazione del modo di produzione capitalistico in cui si sviluppa il capitale, il lavoro salariato, la proprietà mobiliare e immobiliare, l'industria, il commercio, la finanza. La «natura» acquista così dinamicità, essa è legata inscindibilmente con i processi dell'industria e i rapporti umani. La storia umana non è più la storia dell'essenza umana generale ma lo sviluppo delle forme di produzione e dell'organizzazione sociale.
Il modo di produzione capitalistico poggia sul fatto che le condizioni materiali della produzione sono a disposizione dei non operai sotto forma di proprietà del capitale e proprietà della terra, mentre la massa è soltanto proprietaria della condizione personale della produzione, della forza lavoro.
Viene individuato e citato da Marx anche il cosiddetto modo di produzione asiatico, sviluppatosi in Asia e presso alcune grandi civiltà dell'America precolombiana.
Secondo Marx e i teorici marxisti il passaggio da un modo di produzione a quello successivo è stato sempre accompagnato da grandi cambiamenti e conflitti sociali e sovente è avvenuto tramite vere e proprie rivoluzioni. La transizione verso il modo di produzione socialista viene vista, secondo questo schema interpretativo, come conseguenza necessaria e inevitabile del processo storico.

## Significato del concetto
Basandosi sulla teoria dei quattro stadi dello sviluppo umano dell'Illuminismo scozzese - Società di caccia/pastorizia/agricoltori/commerciali, ciascuna con le proprie caratteristiche socio-culturali - Marx ha articolato il concetto di modo di produzione: «Il modo di produzione della vita materiale condiziona, in generale, il processo sociale, politico e spirituale della vita».
Marx riteneva che il modo in cui le persone si relazionano con il mondo fisico e il modo in cui le persone si relazionano tra loro socialmente sono legati insieme in modi specifici e necessari: "gli uomini [che] producono stoffa, lino, seta... producono anche le 'relazioni sociali' in mezzo al quale preparano panni e biancheria". Le persone devono consumare per sopravvivere, ma per consumare devono produrre e nel produrre entrano necessariamente in rapporti che esistono indipendentemente dalla loro volontà.
Per Marx, l'intero segreto del perché/come esiste un ordine sociale e le cause del cambiamento sociale devono essere scoperti nello specifico modo di produzione di una società. Ha inoltre sostenuto che il modo di produzione ha modellato sostanzialmente la natura del modo di distribuzione, il modo di circolazione e il modo di consumo, che insieme costituiscono la sfera economica. Per comprendere il modo in cui la ricchezza veniva distribuita e consumata, era necessario comprendere le condizioni in cui veniva prodotta.
Un modo di produzione è storicamente distintivo per Marx perché costituisce parte di una totalità organica (o insieme autoriproducente) capace di ricreare costantemente le proprie condizioni iniziali e quindi perpetuarsi in modo più o meno stabile per secoli, o addirittura millenni. Eseguendo il pluslavoro sociale in uno specifico sistema di rapporti di proprietà, le classi lavoratrici riproducono costantemente i fondamenti dell'ordine sociale. Un modo di produzione normalmente modella il modo di distribuzione, circolazione e consumo ed è regolato dallo stato. Come scrisse Marx ad Annenkov, “Ipotizzate particolari stadi di sviluppo della produzione, del commercio e del consumo e avrete un corrispondente ordine sociale, una corrispondente organizzazione della famiglia e dei ranghi e delle classi, in una parola, una corrispondente società civile”.
Tuttavia, ogni dato modo di produzione conterrà anche al suo interno (in misura maggiore o minore) reliquie di modi precedenti, così come semi di nuovi. L'emergere di nuove forze produttive causerà conflitti nell'attuale modo di produzione. Quando sorge un conflitto, le modalità di produzione possono evolvere all'interno della struttura attuale o causare un completo collasso.

### Processo di cambiamento socioeconomico
Il processo attraverso il quale i sistemi sociali ed economici si evolvono si basa sulla premessa del miglioramento della tecnologia. Nello specifico, con il miglioramento del livello tecnologico, le forme esistenti di relazioni sociali diventano sempre più insufficienti per sfruttare appieno la tecnologia. Ciò genera inefficienze interne all'interno del più ampio sistema socioeconomico, in particolare sotto forma di conflitto di classe. Gli ordinamenti sociali obsoleti impediscono un ulteriore progresso sociale generando contraddizioni sempre più gravi tra il livello della tecnologia (forze di produzione) e la struttura sociale (relazioni sociali, convenzioni e organizzazione della produzione) che si sviluppano fino al punto in cui il sistema non può più sostenersi e viene rovesciato attraverso la rivoluzione sociale interna che consente l'emergere di nuove forme di relazioni sociali compatibili con l'attuale livello di tecnologia (forze produttive).
La forza motrice fondamentale dietro i cambiamenti strutturali nell'organizzazione socioeconomica della civiltà sono le preoccupazioni materiali sottostanti, in particolare il livello della tecnologia e l'estensione della conoscenza umana e le forme di organizzazione sociale che rendono possibili. Questo comprende ciò che Marx definì la concezione materialista della storia ed è in contrasto con un'analisi idealista, (come quella criticata da Marx con Proudhon), dove afferma che la forza motrice fondamentale dietro il cambiamento socioeconomico sono i idee di individui illuminati.

## Modi di produzione
I principali modi di produzione identificati da Marx includono il comunismo primitivo, la società degli schiavi, il feudalesimo, il capitalismo e il comunismo. In ciascuna di queste fasi della produzione, le persone interagiscono con la natura e la produzione in modi diversi. Qualsiasi eccedenza di quella produzione veniva distribuita in modo diverso. Marx sosteneva che l'umanità iniziò a vivere per la prima volta nelle società comuniste primitive, poi vennero le società antiche come Roma e la Grecia che erano basate su una classe dominante di cittadini e una classe di schiavi, poi il feudalesimo che era basato su nobili e servi della gleba, e poi il capitalismo che si basa sulla classe capitalista (borghesia) e sulla classe operaia (proletariato). Nella sua idea di una futura società comunista, Marx spiega che le classi non esisterebbero più, e quindi lo sfruttamento di una classe su un'altra è abolito.

### Comunismo primitivo
Marx ed Engels si riferivano spesso al "primo" modo di produzione come comunismo primitivo. Nel marxismo classico, i due primi modi di produzione erano quelli della banda o orda tribale e del gruppo di parentela neolitico. Bande tribali di cacciatori-raccoglitori hanno rappresentato per la maggior parte della storia umana l'unica forma di esistenza possibile. Il progresso tecnologico nell'età della pietra era molto lento; la stratificazione sociale era molto limitata (così come i possedimenti personali, i terreni di caccia in comune); e mito, rituale e magia sono visti come le principali forme culturali. A causa dei loro mezzi di produzione limitati (caccia e raccolta) ogni individuo è stato in grado di produrre solo quanto basta per sostenersi, quindi senza alcun surplus non c'è nulla da sfruttare. Questo li rende intrinsecamente comunisti nelle relazioni sociali sebbene primitivi nelle forze produttive.

### Modi di produzione asiatici e tributari
Il modo di produzione asiatico è un controverso contributo alla teoria marxista, utilizzato per la prima volta per spiegare le grandi costruzioni di terrapieni pre-schiavi e pre-feudali in India, nelle valli del fiume Eufrate e del Nilo. Si dice che il modo di produzione asiatico sia la forma iniziale della società di classe, in cui un piccolo gruppo estrae il surplus sociale attraverso la violenza rivolta a bande stabilite o instabili e comunità di villaggio all'interno di un dominio. È stato reso possibile da un progresso tecnologico nell'elaborazione dei dati - scrittura, catalogazione e archiviazione - nonché dai progressi associati nella standardizzazione di pesi e misure, matematica, creazione di calendari e irrigazione.
Il lavoro sfruttato viene estratto come lavoro forzato corvée durante un periodo di bassa stagione dell'anno (consentendo costruzioni monumentali come piramidi, ziggurat e antichi bagni comunali indiani). Il lavoro sfruttato viene estratto anche sotto forma di beni confiscati direttamente alle comunità sfruttate. La prima forma di proprietà di questo modo è il diretto possesso religioso delle comunità (villaggi, bande e casali, e tutto ciò che ne fa parte) da parte degli dei: in un esempio tipico, i tre quarti della proprietà sarebbero assegnati alle singole famiglie, mentre il restante quarto sarebbe stato lavorato per la teocrazia. La classe dirigente di questa società è generalmente un'aristocrazia semi-teocratica che afferma di essere l'incarnazione degli dei sulla terra. Le forze di produzione associate a questa società comprendono le tecniche agricole di base, l'edilizia massiccia, l'irrigazione e l'immagazzinamento di beni a beneficio sociale (granai). A causa dell'uso improduttivo del surplus scremato, tali imperi asiatici tendevano a essere destinati a cadere in rovina.
Storici marxisti come John Haldon e Chris Wickham hanno sostenuto che le società interpretate da Marx come esempi del "modo di produzione asiatico" sono meglio comprese come Tributary Modes of Production (TMP). Il TMP si caratterizza per avere una "classe statale" come forma specifica di classe dirigente, che ha diritti esclusivi o quasi esclusivi di estrarre eccedenze dai contadini sui quali, tuttavia, non esercita il controllo di proprietà.

### Antico modo di produzione
La rivoluzione agricola portò allo sviluppo delle prime civiltà. Con l'adozione dell'agricoltura all'inizio della rivoluzione neolitica e l'accompagnamento dei progressi tecnologici nella ceramica, nella produzione di birra, nella panificazione e nella tessitura, si verificò un modesto aumento della stratificazione sociale e la nascita della classe con la proprietà privata tenuto in gruppi di parentela gerarchici o clan. L'animismo fu sostituito da una nuova enfasi sugli dei della fertilità; e (forse) si è verificato contemporaneamente un passaggio dal matriarcato al patriarcato. I progressi tecnologici sotto forma di strumenti di ferro economici, monetazione e alfabeto, e la divisione del lavoro tra industria, commercio e agricoltura, hanno permesso lo sviluppo di unità nuove e più grandi nella forma della polis, che ha richiesto a sua volta nuove forme di aggregazione sociale. Una serie di associazioni urbane - formali e informali - presero il posto dei precedenti raggruppamenti familiari e tribali. La legge costituzionalmente concordata ha sostituito la faida - un progresso celebrato in nuove forme culturali urbane come la tragedia greca: così, come disse Robert Fagles, “L'Orestea è il nostro rito di passaggio dalla barbarie alla civiltà... dalla vendetta di sangue alla giustizia sociale”.
L'antica Grecia e Roma sono gli esempi più tipici di questo antico modo di produzione. Le forze di produzione associate a questa modalità includono l'agricoltura avanzata (due campi), l'uso estensivo di animali in agricoltura, l'industria (estrazione mineraria e ceramica) e reti commerciali avanzate. Si differenzia dalla modalità asiatica in quanto le forme di proprietà includevano il possesso diretto di singoli esseri umani (schiavitù): così, ad esempio, Platone nella sua città-stato ideale di Magnesia prevedeva per la classe dirigente agiata dei cittadini che “le loro fattorie sono stati affidati a schiavi, che forniscono loro sufficienti prodotti della terra per mantenerli in modeste comodità”. L'antico modo di produzione si distingue anche per il modo in cui la classe dirigente di solito evita le pretese più stravaganti di essere l'incarnazione diretta di un dio e preferisce essere la discendente degli dei, o cerca altre giustificazioni per il suo dominio, compresi vari gradi di popolarità popolare partecipazione alla politica.
Non fu tanto la democrazia, ma piuttosto l'universalizzazione della sua cittadinanza, che alla fine permise a Roma di creare un impero urbanizzato su tutto il Mediterraneo, unito da strade, porti, fari, acquedotti e ponti, e con ingegneri, architetti, commercianti e gli industriali che promuovono il commercio interprovinciale tra un insieme crescente di centri urbani.

### Modo di produzione feudale
Il feudalesimo è il terzo modo di produzione, nel quale il principale mezzo di produzione era la terra. La caduta dell'Impero romano d'Occidente riportò gran parte dell'Europa occidentale all'agricoltura di sussistenza, costellata di città fantasma e rotte commerciali obsolete. Anche l'autorità era localizzata, in un mondo di strade dissestate e condizioni agricole difficili. La nuova forma sociale che, nel IX secolo, era emersa in luogo dei vincoli di famiglia o di clan, di teocrazia sacra o di cittadinanza legale, era un rapporto basato sul legame personale del vassallo con il signore, cementato dal legame con proprietà terriera sotto forma di feudo. Questo periodo vide anche il decentramento degli antichi imperi nei primi stati-nazione.
La forma primaria di proprietà è il possesso della terra in reciproci rapporti contrattuali, il servizio militare per i cavalieri, i servizi di lavoro al signore del feudo da parte di contadini o servi legati e legati alla terra. Lo sfruttamento avviene attraverso contratti reciproci (sebbene in ultima analisi si basi sulla minaccia di estrazioni forzate). La classe dirigente è solitamente una nobiltà o un'aristocrazia, tipicamente legittimata da qualche forma concorrente di teocrazia.
L'ideologia prevalente era quella di un sistema gerarchico della società, temperato dall'elemento di reciprocità e contratto nel vincolo feudale. Mentre, come ha avvertito Maitland, il sistema feudale ha avuto molte varianti, estendendosi per più di mezzo continente e mezzo millennio, tuttavia le molte forme avevano tutte al loro interno una relazione che (nelle parole di John Burrow) era "allo stesso tempo legale e sociale, militare ed economico... allo stesso tempo un modo di organizzare la forza militare, una gerarchia sociale, un ethos e ciò che Marx avrebbe poi chiamato un modo di produzione".
In questo periodo nasce e si rafforza una classe mercantile, spinta dal movente del profitto ma impedita a sviluppare ulteriori profitti dalla natura della società feudale, in cui, ad esempio, i servi della gleba sono legati alla terra e non possono diventare lavoratori industriali e salariati. Ciò alla fine fa precipitare un'epoca di rivoluzione sociale (vale a dire: la guerra civile inglese e la gloriosa rivoluzione del 1688, la rivoluzione francese del 1789, ecc.) in cui l'organizzazione sociale e politica della società feudale (o i rapporti di proprietà del feudalesimo) vengono rovesciati da una nascente borghesia.

### Modo di produzione capitalista
Alla fine del Medioevo, il sistema feudale era stato sempre più svuotato dalla crescita delle città libere, dalla commutazione in denaro del lavoro servile, sostituzione dell'esercito feudale con una soldatesca pagata e dal divorzio del mantenimento dal possesso della terra - anche se i privilegi, l'etica e le enclavi feudali persisterebbero in Europa fino alla fine del millennio in forme residuali. Al feudalesimo successe quella che Smith chiamò l'Età del Commercio, e Marx il modo di produzione capitalista, che abbraccia il periodo dal mercantilismo all'imperialismo e oltre, ed è solitamente associato all'emergere della società industriale moderna e dell'economia globale di mercato. Marx sosteneva che al centro del nuovo sistema capitalista c'era la sostituzione di un sistema di denaro che fungeva da chiave per lo scambio di merci (CMC, commercio), con un sistema di denaro che portava (attraverso le merci) al reinvestimento di denaro in ulteriore produzione (MC-M', capitalismo) - il nuovo imperativo sociale.
La forma primaria di proprietà è quella della proprietà privata sotto forma di merce – terra, materiali, strumenti di produzione e lavoro umano, tutti potenzialmente mercificati e aperti allo scambio in un nesso monetario tramite contratto (garantito dallo stato): come affermava Marx esso, “l'uomo stesso è portato nella sfera della proprietà privata”. La forma principale di sfruttamento è attraverso il lavoro salariato (formalmente libero) (vedi Das Kapital), con servitù per debiti, schiavitù salariata e altre forme di sfruttamento possibili. La classe dirigente per Marx è la borghesia, ovvero i proprietari del capitale che possiedono i mezzi di produzione, che sfruttano il proletariato per il plusvalore, poiché i proletari possiedono solo la propria forza lavoro che devono vendere per sopravvivere. Yuval Harari ha riconcettualizzato la dicotomia per il 21º secolo in termini di ricchi che investono per reinvestire e gli altri che si indebitano per consumare a beneficio dei proprietari dei mezzi di produzione.
Sotto il capitalismo le forze chiave della produzione includono il sistema complessivo della produzione moderna con le sue strutture di sostegno della burocrazia, della democrazia borghese e soprattutto del capitale finanziario. Le basi ideologiche del sistema hanno avuto luogo nel corso del tempo, Frederic Jameson ad esempio considerando che “l'Illuminismo occidentale può essere colta come parte di una rivoluzione culturale propriamente borghese, in cui i valori e i discorsi, le abitudini e lo spazio quotidiano dell'ancien régime sono stati sistematicamente smantellati perché al loro posto potessero essere poste le nuove concettualità, abitudini e forme di vita, e sistemi di valore di una società di mercato capitalista” - utilitarismo, produzione razionalizzata (Weber), formazione e disciplina (Foucault) e una nuova struttura temporale capitalista.

### Modo di produzione comunista

#### Fase inferiore del comunismo
La borghesia, come affermò Marx nel Manifesto del Partito Comunista, ha "forgiato le armi che la uccidono; ha anche prodotto gli uomini che imbracceranno queste armi: i lavoratori moderni, i proletari.". I materialisti storici d'ora in poi credono che il proletariato moderno sia la nuova classe rivoluzionaria in relazione alla borghesia, nello stesso modo in cui la borghesia era la classe rivoluzionaria in relazione alla nobiltà sotto il feudalesimo. Il proletariato, quindi, deve prendere il potere come nuova classe rivoluzionaria in una dittatura del proletariato.
Tra la società capitalistica e la società comunista vi è il periodo della trasformazione rivoluzionaria dell'una nell'altra. A esso corrisponde anche un periodo di transizione, il cui Stato non può essere altro che la dittatura rivoluzionaria del proletariato. 
Marx descrive anche una società comunista sviluppata parallelamente alla dittatura proletaria:
Nell'interno della società collettivista, basata sulla proprietà comune dei mezzi di produzione, i produttori non scambiano i loro prodotti; tanto meno il lavoro trasformato in prodotti appare qui come valore di questi prodotti, come una proprietà reale da essi posseduta, poiché ora, in contrapposto alla società capitalistica, i lavori individuali non diventano più parti costitutive del lavoro complessivo attraverso un processo indiretto, ma in modo diretto. L'espressione "frutto del lavoro", che anche oggi è da respingere a causa della sua ambiguità, perde così ogni senso. Quella con cui abbiamo da far qui, è una società comunista, non come si è sviluppata sulla sua propria base, ma viceversa, come sorge dalla società capitalistica; che porta quindi ancora sotto ogni rapporto, economico, morale, spirituale, le impronte materne della vecchia società dal cui seno essa è uscita. Perciò il produttore singolo riceve - dopo le detrazioni - esattamente ciò che dà. Ciò che egli ha dato alla società è la sua quantità individuale di lavoro. Per esempio: la giornata di lavoro sociale consta della somma delle ore di lavoro individuale; il tempo di lavoro individuale del singolo produttore è la parte della giornata di lavoro sociale conferita da lui, la sua partecipazione alla giornata di lavoro sociale. Egli riceve dalla società uno scontrino da cui risulta che egli ha prestato tanto lavoro (dopo la detrazione del suo lavoro per i fondi comuni), e con questo scontrino egli ritira dal fondo sociale tanti mezzi di consumo quanto equivale a un lavoro corrispondente. La stessa quantità di lavoro che egli ha dato alla società in una forma, la riceve in un'altra..
Questo stadio inferiore della società comunista è, secondo Marx, analogo allo stadio inferiore della società capitalista, cioè il passaggio dal feudalesimo al capitalismo, in quanto entrambe le società sono "improntate con le voglie della vecchia società dal cui grembo emerge." L'enfasi sull'idea che i modi di produzione non esistono isolatamente ma piuttosto sono materializzati dall'esistenza precedente è un'idea centrale nel materialismo storico.
C'è un considerevole dibattito tra i comunisti riguardo alla natura di questa società. Alcuni come Iosif Stalin, Fidel Castro e altri marxisti-leninisti credono che lo stadio inferiore del comunismo costituisca il proprio modo di produzione, che chiamano socialista piuttosto che comunista. I marxisti-leninisti credono che questa società possa ancora mantenere i concetti di proprietà, denaro e produzione di merci. Altri comunisti sostengono che lo stadio inferiore del comunismo è proprio questo; un modo di produzione comunista, senza merci o denaro, contrassegnato con le voglie del capitalismo.

#### Stadio superiore del comunismo
Per Marx, lo stadio superiore della società comunista è una libera associazione di produttori che ha negato con successo tutti i resti del capitalismo, in particolare i concetti di stati, nazionalità, sessismo, famiglie, alienazione, classi sociali, denaro, proprietà, merci, borghesia, proletariato, divisione del lavoro, città e campagna, lotta di classe, religione, ideologia e mercati. È la negazione del capitalismo.

Marx fece i seguenti commenti sulla fase superiore della società comunista:
In una fase più elevata della società comunista, dopo che è scomparsa la subordinazione asservitrice degli individui alla divisione del lavoro, e quindi anche il contrasto fra lavoro intellettuale e fisico; dopo che il lavoro non è divenuto soltanto mezzo di vita, ma anche il primo bisogno della vita; dopo che con lo sviluppo onnilaterale degli individui sono cresciute anche le forze produttive e tutte le sorgenti della ricchezza collettiva scorrono in tutta la loro pienezza, solo allora l’angusto orizzonte giuridico borghese può essere superato, e la società può scrivere sulle sue bandiere: Ognuno secondo le sue capacità; a ognuno secondo i suoi bisogni! 